# Lista de testes de mísseis norte-coreanos
Tem havido um grande número de testes de mísseis norte-coreanos. A Coreia do norte tem desencadeado uma série de testes de mísseis de curto alcance no Mar do Japão (Mar da Coreia Oriental), aparentemente como gesto político.
Desde 20 de março de 2020, a Coreia do Norte realizou 147 testes de mísseis estratégicos desde seu primeiro teste em 1984. Quinze foram realizados sob o governo de Kim Il-sung e 16 sob o de Kim Jong-il. Sob o governo de Kim Jong-un, 119 testes foram realizados.

## Linha do tempo
| Data                      | Informação |
| ------------------------- | --- |
| 1976–81                   | A Coreia do Norte inicia seu programa de desenvolvimento de mísseis usando o Scud-B da União Soviética e uma plataforma de lançamento do Egito. |
| 1984                      | Primeiro teste de mísseis Scud-B. |
| 1988                      | Implantação operacional de mísseis Scud-B e Scud-C. |
| 1990                      | Primeiro teste do míssil Rodong. |
| 1993                      | Teste de míssil norte-coreano de 1993 – (29-30 de maio de 1993) – Nodong-1 |
| 1998                      | A Coreia do Norte lança seu primeiro míssil balístico, o foguete Unha-1, também conhecido como míssil Taepodong-1, da base de lançamento de Musudan-ri, na província de Hamgyong Norte. |
| 1999                      | A Coreia do Norte concorda com uma moratória nos testes de mísseis de longo alcance. |
| 2002                      | A Coreia do Norte promete estender a moratória nos testes de mísseis após 2003. |
| 2004                      | A Coreia do Norte reafirma a moratória. |
| 2005                      | A Coreia do Norte lança mísseis de curto alcance no Mar do Japão. |
| 5 de julho de 2006        | Teste de míssil norte-coreano de 2006 – Taepodong-2 falhou |
| 5 de abril de 2009        | Órbita com falha do satélite Kwangmyongsong-2 a bordo de um foguete Unha-2. |
| 4 de julho de 2009        | Testes de míssil norte-coreano de 2009. |
| 13 de abril de 2012       | Falha no lançamento do satélite Kwangmyŏngsŏng-3 a bordo de um foguete Unha-3. |
| 12 de dezembro de 2012    | Lançamento bem-sucedido do satélite Kwangmyŏngsŏng-3 Unidade 2 a bordo de um foguete de três estágios. |
| 18—20 de maio de 2013     | Testes de mísseis norte-coreanos de 2013 (parte da crise coreana de 2013). |
| Março de 2014             | Testes de mísseis norte-coreanos de 2014, incluindo Nodong, sucesso. |
| 9 de maio de 2015         | A Coreia do Norte afirma que irá lançar um míssil a partir de um submarino. |
| 7 de fevereiro de 2016    | Lançamento bem-sucedido do satélite Kwangmyŏngsŏng-4. |
| 9 de abril de 2016        | Teste de motor projetado para um míssil balístico intercontinental. |
| 24 de agosto de 2016      | A Coreia do Norte afirma ter um míssil (Pukkuksong-1) capaz de atingir os Estados Unidos. O míssil é um míssil balístico lançado de submarino. |
| 15 de outubro de 2016     | Falha no lançamento de míssil balístico norte-coreano. |
| 19 de outubro de 2016     | Falha no lançamento de um míssil de alcance intermediário. |
| 11 de fevereiro de 2017   | A Coreia do Norte testou um míssil Pukkuksong-2 sobre o Mar do Japão. Este foi o primeiro lançamento do novo míssil balístico de médio alcance. |
| 6 de março de 2017        | A Coreia do Norte lança quatro mísseis balísticos da base de lançamento de Tongchang-ri, no noroeste. Alguns voaram a 1000 km antes de cair no Mar do Japão. |
| 4 de abril de 2017        | A Coreia do Norte testa um míssil balístico de médio alcance do porto oriental de Sinp'o até o Mar do Japão. |
| 15 de abril de 2017       | A Coreia do Norte testou um míssil terrestre não identificado da base naval em Sinp'o, mas explodiu quase imediatamente após a decolagem. |
| 28 de abril de 2017       | A Coreia do Norte testou um míssil não identificado do aeródromo de Pukchang. O míssil, que se acredita ser um míssil balístico KN-17 de alcance médio, se partiu minutos após a decolagem. |
| 14 de maio de 2017        | A Coreia do Norte testou um míssil Hwasong-12 em um local de testes na área de Kusong. O míssil, que mais tarde revelou-se ser um míssil balístico de alcance intermediário, viajou 30 minutos, alcançou uma altitude de mais de 2 111,5 km e voou uma distância horizontal de 789 km, antes de cair no Mar do Japão. Esse míssil teria um alcance de pelo menos 4 000, atingindo Guam, a 6 000 km. |
| 21 de maio de 2017        | A Coreia do Norte testou outro míssil balístico de médio alcance Pukkuksong-2 do aeroporto de Pukchang, que viajou aproximadamente 500 km antes de cair no Mar do Japão. O míssil pousou a cerca de 350 km da costa leste da Coreia do Norte |
| 29 de maio de 2017        | A Coreia do Norte lança um míssil balístico de curto alcance no Mar do Japão que viajou 450 km. |
| 8 de junho de 2017        | A Coreia do Norte lançou vários mísseis no Mar do Japão. Acredita-se que foram mísseis anti-navio. The South Korean military said the launches show the reclusive regime's "precise targeting capability." |
| 23 de junho de 2017       | A Coreia do Norte testou um novo motor de foguete que poderia ter ser instalado em um míssil balístico intercontinental. |
| 4 de julho de 2017        | A Coreia do Norte testou seu primeiro míssil balístico intercontinental (ICBM) chamado Hwasong-14 em 4 de julho. Foi lançado a partir da fábrica de aeronaves de Panghyon, 8 km a sudeste do aeroporto de Panghyon. Foi direcionado em uma trajetória elevada e alcançou mais de 2 500 km no espaço. Aterrissou 37 minutos depois, a mais de 930 km de seu local de lançamento, na zona econômica exclusiva do Japão. O míssil teria percorrido 7 000 a 8 000 km ou mais, podendo alcançar o Alasca, Havaí e talvez Seattle. Seu alcance operacional seria maior, levando uma carga útil de 500 kg para atingir a maioria dos Estados Unidos contíguos, a 9 700 km de distância. |
| 28 de julho de 2017       | O 14.º teste de míssil realizado pela Coreia do Norte em 2017 foi outro ICBM lançado às 23:41, horário da Coreia do Norte da província de Chagang, no norte do país, em 28 de julho de 2017. Los Angeles, Denver, Chicago, Boston e Nova York aparentemente estariam dentro do alcance do míssil. O veículo de reentrada do míssil foi visto por pessoas no Japão quando entrou na atmosfera, pousou perto do arquipélago japonês, mais ao norte, em Hokkaido. Análises mais tarde relevaram que o veículo de reentrada despedaçou durante a reentrada; testes adicionais seriam necessários. A CIA fez uma avaliação esperando um desempenho adequado do veículo de reentrada sob as diferentes tensões de uma trajetória mais superficial em direção aos EUA continentais. |
| 26 de agosto de 2017      | A Coreia do Norte testou três mísseis balísticos de curto alcance da província de Kangwon em 26 de agosto. Dois viajaram aproximadamente 250 quilômetros na direção nordeste e um explodiu imediatamente após o lançamento. |

Trajetórias de mísseis norte-coreanos lançados sobre o Japão no período de 1998 a 2017

| 29 de agosto de 2017      | Em 29 de agosto de 2017, às 6 horas locais, a Coreia do Norte lançou um míssil balístico sobre o norte do Japão. A trajetória curta e baixa dos mísseis e sua quebra em três partes é consistente com o fracasso de um veículo pesado pós-impulso. |
| 15 de setembro de 2017    | A Coreia do Norte lançou um míssil balístico em 15 de setembro do aeroporto de Sunan. Atingiu uma altura de 770 km e voou a uma distância de 3 700 km por 17 minutos sobre Hokkaido antes de aterrissar no Pacífico. |
| 28 de novembro de 2017    | A Coreia do Norte lançou um ICBM nas proximidades de Pyongsong às 3:00 da manhã, horário de Pyongyang. O foguete viajou por 50 minutos e atingiu 4 500 km de altura, os quais foram novos marcos. O míssil voou 1 000 km a leste no Mar do Japão; ao contrário dos lançamentos anteriores, o governo japonês não emitiu alertas por telefone celular para alertar seus cidadãos. A Coreia do Norte chamou o de míssil Hwasong-15. Seu alcance potencial parece ser superior a 13 000 km, capaz de atingir Washington e o resto dos Estados Unidos. Sabe-se pouco do míssil. O míssil pode ter sido equipado com uma ogiva falsa para aumentar seu alcance; nesse caso, o alcance máximo de mísseis carregando uma ogiva pesada pode ser menor que 13 000 km. Com base em imagens de satélite, alguns especialistas acreditam que a Coreia do Norte agora pode abastecer mísseis horizontalmente, diminuindo o atraso entre quando um míssil se torna visível e quando pode ser lançado. Acredita-se que o foguete tenha se despedaçado na reentrada atmosférica. |
| 4 de maio de 2019         | A Coreia do Norte lançou vários projéteis de curto alcance nas proximidades de Wonsan, na costa leste do país, um possivelmente um míssil russo Iskander que pode fazer correções de rumo durante o voo. |
| 9 de maio de 2019         | A Coreia do Norte lançou dois mísseis balísticos de curto alcance nas proximidades de Sinori, na província de Pyongan Norte (área de lançamento também, em outra fonte, identificada como Kusong) às 16:29 e 16:49, horário local. |
| 25 de julho de 2019       | A Coreia do Norte lançou dois mísseis balísticos de curto alcance, que acredita-se serem de um novo modelo. |
| 31 de julho de 2019       | A Coreia do Norte lançou "vários" mísseis balísticos de curto alcance. |
| 2 de agosto de 2019       | A Coreia do Norte lançou dois mísseis balísticos de curto alcance às 2:59 e 3:23 da manhã, horário local. |
| 24 de agosto de 2019      | A Coreia do Norte lançou dois mísseis balísticos de curto alcance de Sondok, na província de Hamgyong Sul. Ambos caíram no Mar do Japão. |
| 20 de setembro de 2019    | A Coreia do Norte lançou dois projéteis de curto alcance da Kaechon logo após propor retomarem as negociações de desnuclearização com os Estados Unidos. Ambos os projéteis caíram no mar no norte da costa leste. |

Alcance e altitude de mísseis norte-coreanos lançados sobre o Japão

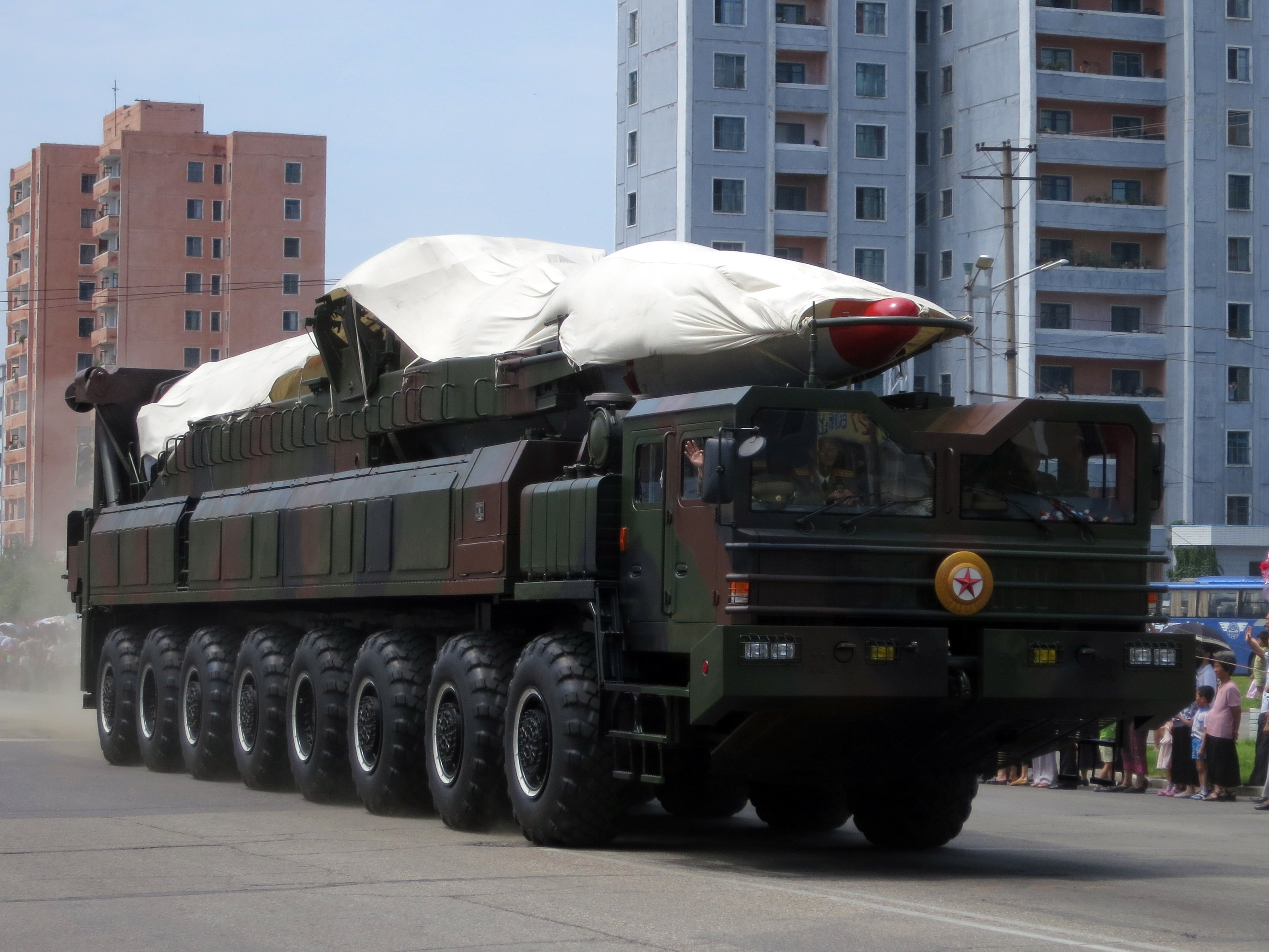
Míssil balístico norte-coreano durante desfile no Dia da Vitória

| 2 de outubro de 2019      | A Coreia do Norte testou um míssil balístico lançado de submarino (SLBM) nas águas próximas a Wonsan. Os militares da Coreia do Sul disseram que o míssil, apelidado de Pukguksong-3, voou cerca de 450 quilômetros e atingiu uma altitude máxima de 910 quilômetros, tornando-o um míssil balístico de alcance intermediário. Ele caiu na zona econômica exclusiva do Japão, na província de Shimane. A Coreia do Norte disse que o lançamento foi bem-sucedido.. |
| 31 de outubro de 2019     | A Coreia do Norte testou dois projéteis de curto alcance em Sunchon às 16:35 e 16:38. Ambos voaram cerca de 370 km e alcançaram uma altitude máxima de 90 km antes de cair no Mar do Japão. |
| 28 de outubro de 2019     | A Coreia do Norte lança dois "projéteis de curto alcance". Foi possível ver o foguete da Rússia. |
| 2 de março de 2020        | A Coreia do Norte realizou um teste de lançamento de dois projéteis não identificados no mar, a partir da área de Wonsan, na costa leste. Os projéteis lançados tinham o alcance operacional de 240 quilômetros e a capacidade de voar a uma altura de 35 quilômetros. |
| 25 de março de 2021       | A Coreia do Norte testou dois novos mísseis balísticos táticos. A Agência Central de Notícias da Coreia afirmou que os dois "novos tipos de projécteis guiados táticos" atingiram com precisão o alvo localizado no Mar do Japão. |
| 11—12 de setembro de 2021 | A Coreia do Norte realizou testes de um novo míssil de cruzeiro de longo alcance nos dias 11 e 12 de setembro de 2021, de acordo com a KCNA. Os mísseis voaram por 1 500 quilômetros e atingiram com sucesso seu alvo nas águas da Coreia do Norte, e os mísseis foram designados como tendo um "papel estratégico" de acordo com a KCNA, que o analista Ankit Panda declarou ser um eufemismo comum para um míssil capaz de transportar ogivas nucleares. |
| 15 de setembro de 2021    | A Coreia do Norte lançou dois mísseis balísticos não identificados em direção ao Mar do Japão. O Ministério da Defesa do Japão declarou que eles haviam caído na zona econômica exclusiva do país. Os Chefes de Estado-Maior da Coreia do Sul relataram que os mísseis voaram por 800 quilômetros, enquanto atingiram uma altitude de 60 quilômetros, e foram lançados do condado de Yangdok. A KCNA declarou mais tarde que eles faziam parte de um sistema de mísseis ferroviários. |
| 28 de setembro de 2021    | De acordo com autoridades sul-coreanas, um míssil de curto alcance foi lançado pela Coreia do Norte em direção ao Mar do Japão a partir da província de Chagang. Entretanto, o governo japonês suspeitou que se tratava de um míssil balístico. Rodong Sinmun declarou que a Coreia do Norte havia testado um novo míssil hipersônico chamado Hwasong-8 e foi lançado de Toyang-ri, no condado de Ryongrim. O teste, incluindo o de sua ogiva planadora, foi um sucesso de acordo com a mídia estatal, que também a chamou de uma arma de "grande significado estratégico". |
| 30 de setembro de 2021    | A KCNA declarou que a Coreia do Norte havia testado com sucesso um novo míssil antiaéreo. Acrescentou ainda que o míssil continha as novas tecnologias de controle de leme duplo e motor de voo de impulso duplo. |
| 19 de outubro de 2021     | A Coreia do Norte realizou um teste de um míssil balístico lançado por submarino. Militares sul-coreanos disseram que o míssil foi disparado de Sinpo. |

| N.º | Data                   | Modelo                  | Área em que sobrevoou | Aviso prévio | Reivindicação norte-coreana | Nome do satélite |
| --- | ---------------------- | ----------------------- | --------------------- | ------------ | --------------------------- | ---------------- |
| 1   | 31 de agosto de 1998   | Taepodong-1             | Akita                 | Não          | Lançamento de satélite      | Kwangmyŏngsŏng-1 |
| 2   | 5 de abril de 2009     | Unha-2                  | Akita, Iwate          | Sim          | Lançamento de satélite      | Kwangmyŏngsŏng-2 |
| 3   | 12 de dezembro de 2012 | Unha-3                  | Okinawa               | Sim          | Lançamento de satélite      | Kwangmyŏngsŏng-3 |
| 4   | 7 de fevereiro de 2016 | Kwangmyŏngsŏng (Unha-3) | Okinawa               | Sim          | Lançamento de satélite      | Kwangmyŏngsŏng-4 |
| 5   | 29 de agosto de 2017   | Hwasong-12              | Hokkaido              | Não          | Lançamento de míssil        | N/A              |
| 6   | 15 de setembro de 2017 | Hwasong-12              | Hokkaido              | Não          | Lançamento de míssil        | N/A              |

## Eventos relacionados aos testes

### 2016
Em 7 de fevereiro de 2016, cerca de um mês após ter feito um teste com uma suposta Bomba de Hidrogênio, a Coreia do Norte afirmou ter colocado em órbita um satélite. O Primeiro-Ministro do Japão, Shinzō Abe, tinha avisado para a Coreia não lançar o foguete, se o fizessem iriam violar o território japonês. No entanto, a Coreia do Norte lançou um foguete do mesmo jeito, alegando que o satélite foi puramente destinado para fins pacíficos e científicos. Várias nações, incluindo os Estados Unidos, o Japão e a Coreia do Sul, criticaram o lançamento, apesar das afirmações do governo norte-coreano de que o foguete foi lançado com fins pacíficos. Os governos ocidentais acreditam que o foguete foi um teste para executar um teste com ICBM, sobre o pretexto de lançamento de satélites com fins pacíficos. A China também criticou o lançamento, no entanto, pediu "as partes relevantes" para "abster-se de ações que pode escalar as tensões na península coreana".
Enquanto alguns pronunciamentos norte-coreanos foram tratados com ceticismo, os analistas trataram o ritmo incomum de testes com mísseis e bombas muito a sério. Em um extremo, o Almirante do Comando de Defesa Aeroespacial da América do Norte (North American Aerospace Defense Command), disse ao Congresso norte-americano em março de 2016 que: "É a decisão prudente da minha parte supor que [Kim Jong Un] tem a capacidade de miniaturizar uma arma nuclear e colocá-la em um ICBM", sugerindo uma grande mudança de alguns anos anteriores.
A Coreia do norte reapareceu no noticiário mundial ao lançar um míssil a partir de um submarino em 23 de abril de 2016; enquanto o míssil viajou 30 km, um analista norte-americano observou que: "A capacidade da Coreia do norte de lançamento de mísseis passou de uma brincadeira para algo muito grave". A Coreia também realizou vários testes de mísseis em 2016.

### 2017
Em 29 de agosto de 2017 o secretário-geral das Nações Unidas, António Guterres, condenou o mais recente lançamento de míssil balístico da Coreia do Norte e o considerou uma violação das resoluções relevantes do Conselho de Segurança da ONU, conforme informou a imprensa, o míssil balístico da Coreia do Norte viajou cerca de 2 700 quilômetros, sobrevoando o Japão antes de cair no Oceano Pacífico.
Em 3 de setembro de 2017, a Coreia do Norte afirmou ter testado com sucesso uma bomba termonuclear, também conhecida como bomba de hidrogênio (ver teste nuclear norte-coreano de 2017). Uma atividade sísmica correspondente semelhante a um terremoto de magnitude 6,3 foi relatada pelo USGS, tornando a explosão cerca de 10 vezes mais poderosa que as anteriores já testadas no país.
Mais tarde o rendimento da bomba foi estimado em 250 quilotons, com base em um estudo mais aprofundado dos dados sísmicos. O teste foi relatado como "um sucesso perfeito".

### 2018
Autoridades indonésias detiveram o segundo maior navio de carga da Coreia do Norte em abril de 2018, o Wise Honest, por ter sido fotografado carregando o que parecia ser carvão na Coreia do Norte. O sinal do sistema de identificação automática do navio foi desativado desde agosto de 2017, tentando ocultar seu curso. Em julho de 2018, o Departamento de Justiça dos EUA garantiu um mandado de apreensão selado do navio por violar sanções.

### 2019
Os Estados Unidos apreenderam o Wise Honest na Indonésia sob seu mandado em maio e o colocaram sob reboque na Samoa Americana. O Departamento de Justiça disse que foi a primeira vez que os Estados Unidos apreenderam um navio de carga norte-coreano por violações de sanções internacionais. As sanções têm como objetivo "pressionar a Coreia do Norte a desmantelar seu programa nuclear".
Membros do Conselho de Segurança da ONU (UNSC), incluindo o Reino Unido, a França e a Alemanha, condenaram os recentes lançamentos de mísseis da Coreia do Norte. As nações instaram Pyongyang a retomar as negociações, citando o lançamento de mísseis como violação das resoluções do UNSC.
Em 2 de outubro, a Coreia do Norte confirmou o teste de um novo míssil balístico lançado de um submarino e chamou de "conquista significativa" para lidar com ameaças externas e aumentar seu poder militar.
Em dezembro, a Planet Labs divulgou novas imagens de satélite de uma unidade fabril onde a Coreia do Norte desenvolve equipamentos militares usados no lançamento de mísseis de longo alcance, indicando a construção de um novo arranjo. A revelação levantou medo de que a Coreia do Norte possa lançar um foguete ou míssil para buscar concessões em negociações nucleares estagnadas com os EUA.

### 2020
O general número 2 do Pentágono, John Hyten, disse em 17 de janeiro que a Coreia do Norte estava construindo novos mísseis, recursos e armas "tão rápido quanto qualquer um no planeta". Ele afirmou ainda que a Coreia do Norte está aprendendo com seus erros enquanto avança em seus programas de mísseis. No entanto, o Subsecretário de Defesa da Política John Rood disse mais tarde ao Comitê das Forças Armadas da Câmara em 28 de janeiro que a Coreia do Norte não conduziu nenhum grande lançamento de mísseis que estava programado para acontecer entre o final de dezembro e o início de janeiro.